# 羅相昱
羅相昱（英語：Kevin Sangwook Na，1983年9月15日—），韓裔美籍職業高爾夫球手。

## 早年生活
羅相昱韓國首爾出生，8歲時與家人一起移民美國，於加利福尼亞州南部定居，17歲完成初中後輟學，開始職業高爾夫球手生涯。